# Манькова (Чортків)
Манькова (пол. Mankowa) — хутір, розташований за 1 км від міста Чорткова.

## Історія
Хутір відомий з XIX століття.

## Населення
У 1949 році на хуторі 7 дворів, 28 жителів.